# Arthur Stanley Hirst
Arthur Stanley Hirst (* 1883 in Hackney, London; † 4. Mai 1930 auf dem Indischen Ozean) war ein britischer Arachnologe.
Hirst war der Sohn eines Arztes und besuchte die Merchant Taylor’s School in London. Er studierte Zoologie am University College London und wurde 1905 Assistant Keeper am Natural History Museum, zunächst in der Abteilung Säugetiere, wechselte dann aber zur Spinnen und Myriapoden und wurde dort Nachfolger von Reginald Innes Pocock. 1921 musste er aufgrund von Gesundheitsproblemen zurücktreten und ging in das trockenere Klima Australiens, wo er an der Universität von Adelaide weiter forschte. 1930 wollte er nach England zurückkehren, starb aber auf See vor der Ankunft in Colombo in Sri Lanka.
Er war Experte für Milben. Außerdem bearbeitete er Spinnen aus Australien, den Inseln des Indischen Ozeans, Afrika und Indien.

## Schriften
- Species of Arachnida and Myriopoda (scorpions, spiders, mites, ticks and centipedes) injurious to man, Trustees of the British museum, London 1920.